# 全国高等学校文芸コンクール
全国高等学校文芸コンクール（ぜんこくこうとうがっこうぶんげいコンクール）とは、全国高等学校文化連盟および読売新聞社が主催する文芸賞である。1年に1回開催される。

## 概要
高校生及びそれに相当する者（高等専門学校3年生までに在籍する者、または高校と修業年限等が一致する学校に通う者）を対象とする全国規模の文芸コンクールである。
「広く文芸作品を募集し、日本語の力と表現の可能性についての関心を喚起することにより、学校における文芸創作活動の振興と向上を図ること」を目的とし1986年より実施された。
2005年にコンクール20周年を記念し、公募でマスコットキャラクターを制定した。「文ちゃん」という名称で、文鳥を模しており、原稿用紙模様の体と鉛筆の形の帽子が特徴である。

## 募集部門と賞
- 2024年度現在、小説、文芸評論、随筆、詩、短歌、俳句、文芸部誌の7部門が募集されている。
- 部門ごとに最優秀賞、優秀賞、優良賞、入選が定められている。
  - さらに、散文、韻文、文芸部誌の3分野に対し1作ずつ文部科学大臣賞が、文芸部誌1点に対し一ツ橋文芸教育振興会賞が授与されている。また、このほかに読売新聞社賞も7分野の中から3点以内に対し授与されている。

## 主な受賞者
- 板本健太郎（七月鏡一）　（札幌光星高等学校）　第1回小説部門 最優秀賞[3]　‐漫画原作者
- 中村好伸　（大分県立中津北高等学校）　第1回短歌部門 優秀賞（第2位）、第2回短歌部門 優秀賞（第2位）
- 丸山人詩　（東京都立新宿山吹高校）　　第8回小説部門 優秀賞、第9回小説部門最優秀賞、第9回詩部門優秀賞、第10回小説部門優秀賞
- 西口有香　（和歌山県立海南高等学校）　第10回小説部門 優秀賞（第3位）[3]　‐声優、舞台女優
- 山内頌子　（成安女子中学校・高等学校）　第10回短歌部門 最優秀賞　‐歌人
- 赤座麻里子（紅玉いづき）（石川県立金沢桜丘高等学校）　第16回小説部門 最優秀賞　‐小説家
- 阿部暁子　（岩手県立花巻北高等学校）　第18回小説部門 最優秀賞[4]　‐小説家
- 佐藤文香　（愛媛県立松山東高等学校）　第18回俳句部門 優秀賞　‐俳人
- 片川優子　（白百合学園高等学校）　第19回小説部門 優秀賞[5]　‐小説家
- 田口綾子　（茨城県立水戸第一高等学校）　第19回短歌部門 優秀賞[5]　‐第51回短歌研究新人賞、第19回現代短歌新人賞受賞者
- 生駒大祐　（高田中学校・高等学校）　第19回俳句部門 最優秀賞（読売新聞社賞）　‐第5回芝不器男俳句新人賞、第11回田中裕明賞受賞者
- 諏佐英莉　（愛知県立幸田高等学校）　第19回俳句部門 優秀賞、第20回俳句部門 優秀賞　‐第9回北斗賞受賞者
- 巻渕郁未（巻ひかり）　（青山学院高等部）　第21回短歌部門 最優秀賞、第21回小説部門 優秀賞（読売新聞社賞）[6] - 短歌集『くしゃみ』（新風舎）著者
- 額賀澪　（清真学園高等学校）　第22回小説部門 優秀賞 - 第24回舟橋聖一顕彰青年文学賞[7]、第22回松本清張賞、第16回小学館文庫小説賞受賞者
- 吉田隼人　（福島県立福島高等学校）　第22回短歌部門 優秀賞[8] - 第59回角川短歌賞、第60回現代歌人協会賞受賞者
- 仲村美涼　（沖縄県立首里高等学校）　第25回俳句部門 優良賞 - 琉球放送アナウンサー
- 黒田麻優子（黒田小暑）　（(福岡)筑紫女学園中学校・高等学校）　第26回詩部門 優秀賞、第26回俳句部門 優良賞 - 第20回小学館文庫小説賞受賞者
- 工藤玲音（くどうれいん）　（岩手県立盛岡第三高等学校）　第27回小説部門 優秀賞、第27回詩部門 優秀賞、第27回短歌部門 優秀賞 - 歌人、エッセイスト
- 武田穂佳（絹川柊佳）　（岩手県立盛岡第四高等学校）　第30回詩部門 入選 - 第59回短歌研究新人賞受賞者
- 佐藤薫乃（佐藤ゆき乃）（岩手県立盛岡第三高等学校）　第30回短歌部門 優秀賞、第31回小説部門 最優秀賞　‐第3回京都文学賞受賞者

## 小説部門最優秀賞受賞者一覧
- 「高等学校」を省略、市立・私立の場合（）内に所在県を付記
- (文)文部科学大臣賞/文部科学大臣奨励賞 (読)読売新聞社賞 を同時受賞

| 回     | 年度     | 最優秀作品                          | 作者                           |
| ------ | -------- | ----------------------------------- | ------------------------------ |
| 第1回  | 1986年度 | 真耶子 (文)                         | 板本健太郎((北海道)札幌光星)   |
| 第2回  | 1987年度 | 舞台裏にて (文)                     | 山西典子((石川)星稜)           |
| 第3回  | 1988年度 | 黒い風の森 (文)                     | 嶋田ゆみ((愛媛)済美)           |
| 第4回  | 1989年度 | 満天の星の輝き (文)                 | 鈴木佳子(岩手県立盛岡第三)     |
| 第5回  | 1990年度 | 坂の上 (文)                         | 鍋倉紀子(静岡県立清水東)       |
| 第6回  | 1991年度 | 薄明の中で (文)                     | 山科静枝(山口県立防府)         |
| 第7回  | 1992年度 | （不明） (文)                       | 弘中典子(山口県立下松)         |
| 第8回  | 1993年度 | ＪＣＡハーフ (文)                   | 柏木君子((熊本)熊本市立)       |
| 第9回  | 1994年度 | 二瀬橋の終わる街 (文)               | 丸山人詩(東京都立新宿山吹)     |
| 第10回 | 1995年度 | 美幸 (文)                           | 大城美紀子(沖縄県立北谷)       |
| 第11回 | 1996年度 | 弁士の誇り (文)                     | 近藤正義(愛知県立時習館)       |
| 第12回 | 1997年度 | 華炎 (文)                           | 遅澤可奈子(岩手県立盛岡第一)   |
| 第13回 | 1998年度 | 山暮景 (文)                         | 四宮弘子(青森県立弘前)         |
| 第14回 | 1999年度 | イチゴ飴 (文)                       | 佐藤綾子(岩手県立盛岡第三)     |
| 第15回 | 2000年度 | 冬の向日葵 (文)                     | 向井有美(岩手県立盛岡第四)     |
| 第16回 | 2001年度 | キキなるセカイ (文)                 | 赤座麻里子(石川県立金沢桜丘)   |
| 第17回 | 2002年度 | それでもメダカは生きている (文)     | 細井麻奈美(千葉県立東葛飾)     |
| 第18回 | 2003年度 | Requiem (文)                        | 阿部暁子（岩手県立花巻北）     |
| 第19回 | 2004年度 | 魔女とグレーテル (文)               | 筒井麻美(北海道札幌月寒)       |
| 第20回 | 2005年度 | ドーナツ化現象 (文)                 | 大賀愛理沙((福岡)筑紫女学園)   |
| 第21回 | 2006年度 | 今、歩き出す (文)                   | 大谷綾子((福岡)筑紫女学園)     |
| 第22回 | 2007年度 | さぼたーじゅ (文)                   | 田中萌(岩手県立盛岡第三)       |
| 第23回 | 2008年度 | いつか、キャンバスに君の笑顔を (文) | 古川仁美((福岡)筑紫女学園)     |
| 第24回 | 2009年度 | ひかりのさき (文)                   | 佐野結菜(岩手県立花巻北)       |
| 第25回 | 2010年度 | イノセント・ブルー (文)             | 松ヶ迫美貴((福岡)筑紫女学園)   |
| 第26回 | 2011年度 | 赤い瞳 (文)                         | 山田達也(北海道札幌北)         |
| 第27回 | 2012年度 | 愛情弁当あたためますか (文)         | 山﨑美樹(北海道札幌北)         |
| 第28回 | 2013年度 | マザーズロール (文)                 | 似内萌花(岩手県立花巻北)       |
| 第29回 | 2014年度 | 細工ロイドの通り道 (文)             | 大城美樹(岩手県立盛岡第三)     |
| 第30回 | 2015年度 | サンパギータの夜 (文)               | 河野容子((佐賀)佐賀清和)       |
| 第31回 | 2016年度 | うるわしの里 (文)                   | 佐藤薫乃(岩手県立盛岡第三)     |
| 第32回 | 2017年度 | 音よ、はじけろ (文)                 | 佐藤風花(岩手県立盛岡第三)     |
| 第33回 | 2018年度 | 濫觴の火 (文)                       | 田鎖寛都(岩手県立盛岡第三)     |
| 第34回 | 2019年度 | グリンピース (文)                   | 矢嶋優奈(東京都立上野)         |
| 第35回 | 2020年度 | 巣立ちの季節 (文)                   | 三浦麻名(岩手県立盛岡第三)     |
| 第36回 | 2021年度 | 夜が明ける魔法（文）                | 三浦麻名(岩手県立盛岡第三)     |
| 第37回 | 2022年度 | 鷲寿司（文）                        | 横山晴香(仙台市立仙台青陵中等) |
| 第38回 | 2023年度 | 停車場の人々（文）                  | 石山楓(山形県立山形西)         |
| 第39回 | 2024年度 | 星月夜に詩（文）                    | 菊池七海(岩手県立盛岡第四)     |

## 文芸評論部門最優秀賞及び優秀賞受賞者一覧
- 「高等学校」を省略、市立・私立の場合（）内に所在県を付記
- (文)文部科学大臣賞/文部科学大臣奨励賞 (読)読売新聞社賞 を同時受賞

| 回     | 年度     | 最優秀                                                     | 最優秀               | 優秀                                                                   | 優秀                             |
| 回     | 年度     | 作品                                                       | 作者                 | 作品                                                                   | 作者                             |
| ------ | -------- | ---------------------------------------------------------- | -------------------- | ---------------------------------------------------------------------- | -------------------------------- |
| 第10回 | 1995年度 | （該当作なし）                                             | （該当作なし）       | （該当作なし）                                                         | （該当作なし）                   |
| 第11回 | 1996年度 | （該当作なし）                                             | （該当作なし）       | （該当作なし）                                                         | （該当作なし）                   |
| 第12回 | 1997年度 | （該当作なし）                                             | （該当作なし）       | 人間万歳―リア王と出会う夏―(読)                                         | 星野紫((東京)白百合学園)         |
| 第13回 | 1998年度 | （該当作なし）                                             | （該当作なし）       | （該当作なし）                                                         | （該当作なし）                   |
| 第14回 | 1999年度 | （該当作なし）                                             | （該当作なし）       | （該当作なし）                                                         | （該当作なし）                   |
| 第15回 | 2000年度 | （該当作なし）                                             | （該当作なし）       | 宮沢賢治と『銀河鉄道の境界線』                                         | 水野友美((東京)女子学院)         |
| 第16回 | 2001年度 | （該当作なし）                                             | （該当作なし）       | （該当作なし）                                                         | （該当作なし）                   |
| 第17回 | 2002年度 | （該当作なし）                                             | （該当作なし）       | 祇園の歌碑へ？                                                         | 梅田径(神奈川県立津久井定時制)   |
| 第18回 | 2003年度 | （該当作なし）                                             | （該当作なし）       | 火の鉱物(読)                                                           | 佐藤文香(秋田県立横手)           |
| 第19回 | 2004年度 | （該当作なし）                                             | （該当作なし）       | （該当作なし）                                                         | （該当作なし）                   |
| 第20回 | 2005年度 | （該当作なし）                                             | （該当作なし）       | （該当作なし）                                                         | （該当作なし）                   |
| 第21回 | 2006年度 | （該当作なし）                                             | （該当作なし）       | （該当作なし）                                                         | （該当作なし）                   |
| 第22回 | 2007年度 | （該当作なし）                                             | （該当作なし）       | （該当作なし）                                                         | （該当作なし）                   |
| 第23回 | 2008年度 | （該当作なし）                                             | （該当作なし）       | （該当作なし）                                                         | （該当作なし）                   |
| 第24回 | 2009年度 | （該当作なし）                                             | （該当作なし）       | （該当作なし）                                                         | （該当作なし）                   |
| 第25回 | 2010年度 | （該当作なし）                                             | （該当作なし）       | （該当作なし）                                                         | （該当作なし）                   |
| 第26回 | 2011年度 | （該当作なし）                                             | （該当作なし）       | （該当作なし）                                                         | （該当作なし）                   |
| 第27回 | 2012年度 | （該当作なし）                                             | （該当作なし）       | （該当作なし）                                                         | （該当作なし）                   |
| 第28回 | 2013年度 | （該当作なし）                                             | （該当作なし）       | （該当作なし）                                                         | （該当作なし）                   |
| 第29回 | 2014年度 | （該当作なし）                                             | （該当作なし）       | （該当作なし）                                                         | （該当作なし）                   |
| 第30回 | 2015年度 | （該当作なし）                                             | （該当作なし）       | （該当作なし）                                                         | （該当作なし）                   |
| 第31回 | 2016年度 | （該当作なし）                                             | （該当作なし）       | （該当作なし）                                                         | （該当作なし）                   |
| 第32回 | 2017年度 | （該当作なし）                                             | （該当作なし）       | （該当作なし）                                                         | （該当作なし）                   |
| 第33回 | 2018年度 | （該当作なし）                                             | （該当作なし）       | （該当作なし）                                                         | （該当作なし）                   |
| 第34回 | 2019年度 | （該当作なし）                                             | （該当作なし）       | 川上弘美「神様」に見る文学の力                                         | 田中之葉((兵庫)白陵)             |
| 第35回 | 2020年度 | （該当作なし）                                             | （該当作なし）       | 草田男の句における「赤」                                               | 盛武虹色(愛媛県立今治西)         |
| 第36回 | 2021年度 | （該当作なし）                                             | （該当作なし）       | 安岡章太郎「海辺の光景」論－母と〈戦後〉の死－                         | 水嶋美琴((神奈川)フェリス女学院) |
| 第36回 | 2021年度 | （該当作なし）                                             | （該当作なし）       | 織田作之助『天衣無縫』試論－題名によって象徴される文体の技法を考える－ | 師玉真礼音((神奈川)桐光学園)     |
| 第37回 | 2022年度 | （該当作なし）                                             | （該当作なし）       | （該当作なし）                                                         | （該当作なし）                   |
| 第38回 | 2023年度 | 死に寄り添う存在－小川洋子「最果てアーケード－(読)         | 森和香子((兵庫)白陵) | （該当作なし）                                                         | （該当作なし）                   |
| 第39回 | 2024年度 | 理想と現実の間～サリンジャー「THE CATCHER IN THE RYE」(読) | 赤松理子((兵庫)白陵) | 本当の美しさとは―ディズニーが描く多様性とルッキズム―                   | 菅原茉央(岩手県立盛岡第三)       |

## 随筆部門最優秀賞及び優秀賞受賞者一覧
- 「高等学校」を省略、市立・私立の場合（）内に所在県を付記
- (読)読売新聞社賞 (専)全国文芸専門部会長賞 を同時受賞

| 回     | 年度     | 最優秀           | 最優秀                         | 優秀                               | 優秀                             |
| 回     | 年度     | 作品             | 作者                           | 作品                               | 作者                             |
| ------ | -------- | ---------------- | ------------------------------ | ---------------------------------- | -------------------------------- |
| 第14回 | 1999年度 | （該当作なし）   | （該当作なし）                 | レクイエム                         | 矢部英子(埼玉県立浦和第一女子)   |
| 第15回 | 2000年度 | （該当作なし）   | （該当作なし）                 | 1054                               | 桔梗聡((東京)筑波大学附属駒場)   |
| 第15回 | 2000年度 | （該当作なし）   | （該当作なし）                 | 野辺地祇園囃子                     | 木村拓也(青森県立三本木)         |
| 第15回 | 2000年度 | （該当作なし）   | （該当作なし）                 | 私と弟                             | 松村美幸((東京)明星)             |
| 第16回 | 2001年度 | 今 動き出す (読) | 井上朝子(青森県立八戸第一養護) | ＷＷ２のオトシモノ                 | 古橋慶子(愛知県立時習館)         |
| 第16回 | 2001年度 | 今 動き出す (読) | 井上朝子(青森県立八戸第一養護) | お役に立ててうれしいです、窓より。 | 福勢清香((岩手)盛岡白百合学園)   |
| 第16回 | 2001年度 | 今 動き出す (読) | 井上朝子(青森県立八戸第一養護) | 心に絆創膏                         | 小野寺晶子(岩手県立黒沢尻北)     |
| 第17回 | 2002年度 | 消えゆく言葉     | 桔梗聡((東京)筑波大学附属駒場) | 私的よさこい論                     | 佐藤由梨子(県立秋田中央)         |
| 第17回 | 2002年度 | 消えゆく言葉     | 桔梗聡((東京)筑波大学附属駒場) | 朝の風景                           | 細越愛((岩手)盛岡白百合学園)     |
| 第17回 | 2002年度 | 消えゆく言葉     | 桔梗聡((東京)筑波大学附属駒場) | 子規からの贈り物                   | 竹岡佐緒理(愛知県立幸田)         |
| 第17回 | 2002年度 | 消えゆく言葉     | 桔梗聡((東京)筑波大学附属駒場) | 落とし物                           | 後藤幸子((岩手)盛岡白百合学園)   |
| 第18回 | 2003年度 | （該当作なし）   | （該当作なし）                 | 恥を噛る                           | 猪股愛江(岩手県立大船渡定時制)   |
| 第18回 | 2003年度 | （該当作なし）   | （該当作なし）                 | とびもの帳                         | 岡戸ちはる(埼玉県立浦和第一女子) |
| 第18回 | 2003年度 | （該当作なし）   | （該当作なし）                 | ばぁさんの意地                     | 境田恭子(岩手県立盛岡第一)       |
| 第18回 | 2003年度 | （該当作なし）   | （該当作なし）                 | 田舎人の自然論                     | 佐藤文香(秋田県立横手)           |
| 第19回 | 2004年度 | （該当作なし）   | （該当作なし）                 | （該当作なし）                     | （該当作なし）                   |
| 第20回 | 2005年度 | （該当作なし）   | （該当作なし）                 | （該当作なし）                     | （該当作なし）                   |
| 第21回 | 2006年度 | （該当作なし）   | （該当作なし）                 | 川                                 | 高橋由子(岩手県立黒沢尻北)       |
| 第22回 | 2007年度 | （該当作なし）   | （該当作なし）                 | （該当作なし）                     | （該当作なし）                   |
| 第23回 | 2008年度 | （該当作なし）   | （該当作なし）                 | （該当作なし）                     | （該当作なし）                   |
| 第24回 | 2009年度 | （該当作なし）   | （該当作なし）                 | （該当作なし）                     | （該当作なし）                   |
| 第25回 | 2010年度 | （該当作なし）   | （該当作なし）                 | （該当作なし）                     | （該当作なし）                   |
| 第26回 | 2011年度 | （該当作なし）   | （該当作なし）                 | （該当作なし）                     | （該当作なし）                   |
| 第27回 | 2012年度 | （該当作なし）   | （該当作なし）                 | （該当作なし）                     | （該当作なし）                   |
| 第28回 | 2013年度 | （該当作なし）   | （該当作なし）                 | （該当作なし）                     | （該当作なし）                   |
| 第29回 | 2014年度 | （該当作なし）   | （該当作なし）                 | （該当作なし）                     | （該当作なし）                   |
| 第30回 | 2015年度 | （該当作なし）   | （該当作なし）                 | （該当作なし）                     | （該当作なし）                   |
| 第31回 | 2016年度 | （該当作なし）   | （該当作なし）                 | （該当作なし）                     | （該当作なし）                   |
| 第32回 | 2017年度 | （該当作なし）   | （該当作なし）                 | （該当作なし）                     | （該当作なし）                   |
| 第33回 | 2018年度 | （該当作なし）   | （該当作なし）                 | 優先席                             | 西山綾乃(岩手県立盛岡第三)       |
| 第34回 | 2019年度 | （該当作なし）   | （該当作なし）                 | 灰燼                               | 福田千紘((東京)学習院女子)       |
| 第35回 | 2020年度 | （該当作なし）   | （該当作なし）                 | （該当作なし）                     | （該当作なし）                   |
| 第36回 | 2021年度 | （該当作なし）   | （該当作なし）                 | あの人                             | 長﨑桃子((三重)高田)             |
| 第36回 | 2021年度 | （該当作なし）   | （該当作なし）                 | 僕で生きる                         | 長尾和樹(北海道旭川南)           |
| 第37回 | 2022年度 | （該当作なし）   | （該当作なし）                 | 『とおい、おもいで』               | 松本明日香(兵庫県立明石)         |
| 第38回 | 2023年度 | 名前鑑賞入門(専) | 岩崎清花(山梨県立甲府東)       | 隣、いいですか？                   | 小野光璃(岩手県立盛岡第三)       |
| 第39回 | 2024年度 | （該当作なし）   | （該当作なし）                 | 「かわいい」の最上級(専)           | 鈴木優花((北海道)立命館慶祥)     |

## 詩部門最優秀賞受賞者一覧
- 「高等学校」を省略、市立・私立の場合（）内に所在県を付記
- (文)文部科学大臣賞/文部科学大臣奨励賞  (読)読売新聞社賞  (専)全国文芸専門部会長賞を同時受賞

| 回     | 年度     | 最優秀作品                                | 作者                                 |
| ------ | -------- | ----------------------------------------- | ------------------------------------ |
| 第1回  | 1986年度 | 祈る                                      | 細川明美(栃木県立足利南)             |
| 第2回  | 1987年度 | 記憶                                      | 勢田浩規(和歌山県立和歌山ろう)       |
| 第3回  | 1988年度 | 月山 (文)                                 | 千葉和弘(岩手県立盛岡第四)           |
| 第4回  | 1989年度 | 円空仏 (文)                               | 千葉和弘(岩手県立盛岡第四)           |
| 第5回  | 1990年度 | 海                                        | 福嶋祥子(山口県立防府)               |
| 第6回  | 1991年度 | 混沌 (文)                                 | 津田潮(山口県立下関工業)             |
| 第7回  | 1992年度 | 住まい                                    | 佐藤宏幸(岩手県立盛岡第三)           |
| 第8回  | 1993年度 | （不明）                                  | 向井田悦子((青森)東奥女子)           |
| 第9回  | 1994年度 | 四十六億年の鎖 (文)                       | 高橋紗和子(秋田県立能代北)           |
| 第10回 | 1995年度 | 四季のささやき                            | 平山弘子(岩手県立福岡工業)           |
| 第11回 | 1996年度 | 春                                        | 照井文子(岩手県立花北商業)           |
| 第12回 | 1997年度 | 花の定義 (文)                             | 長谷川瑞穂(岩手県立盛岡第一)         |
| 第13回 | 1998年度 | トランペット (文)                         | 三神愛(岩手県立盛岡第一)             |
| 第14回 | 1999年度 | のっぺらぼうの話 (読)                     | 柳川杏美(奈良県立畝傍)               |
| 第15回 | 2000年度 | 成長痛 (読)                               | 平田芳(東京都立千歳)                 |
| 第16回 | 2001年度 | 序曲 (読)                                 | 阿部真吾(岩手県立盛岡第四)           |
| 第17回 | 2002年度 | 宇宙一有名な科白 (文)                     | 新妻直美(岩手県立盛岡第四)           |
| 第18回 | 2003年度 | サアカス (読)                             | 鳴海滋((東京)駒場東邦)               |
| 第19回 | 2004年度 | きっと、愛していた (文)                   | 室越龍之介(大分県立大分上野丘)       |
| 第20回 | 2005年度 | 帰還 (文)                                 | 長尾庸子(千葉県立千葉)               |
| 第21回 | 2006年度 | 雷雲と水回廊 (読)                         | 酒井衣芙紀(大分県立大分上野丘)       |
| 第22回 | 2007年度 | ふで箱 (読)                               | 古川仁美((福岡)筑紫女学園)           |
| 第23回 | 2008年度 | 雫 (読)                                   | 森本信乃(福岡県立門司大翔館)         |
| 第24回 | 2009年度 | 雨がすきなのよう (文)                     | 浅田李子(岩手県立盛岡第二)           |
| 第25回 | 2010年度 | 夜祭り草子 (読)                           | 佐藤佑吏(岩手県立花巻北)             |
| 第26回 | 2011年度 | ころも (文)                               | 樫本由貴(広島県立広島)               |
| 第27回 | 2012年度 | 瞳に映るもの (読)                         | 佐々木茜(岩手県立大槌)               |
| 第28回 | 2013年度 | 黎 (読)                                   | 高橋真梨(岩手県立盛岡第三)           |
| 第29回 | 2014年度 | ＳＯＳ、つまり、鼓動 (文)                 | 木村カロリーナりえ(大分県立大分鶴崎) |
| 第30回 | 2015年度 | 掬う光 (読)                               | 竹村美乃里(広島県立広島)             |
| 第31回 | 2016年度 | 濾過 (文)                                 | 竹村美乃里(広島県立広島)             |
| 第32回 | 2017年度 | 頬杖をつき、その時を待つ                  | 金森悠夏((宮城)聖ウルスラ学院英智)   |
| 第33回 | 2018年度 | 揺鈴爽風〜チャグチャグ馬コに寄せて〜 (文) | 角掛杏美(岩手県立盛岡第四)           |
| 第34回 | 2019年度 | 一輪の花 (読)                             | 菊地愛佳((東京)女子学院)             |
| 第35回 | 2020年度 | さっき (専)                               | 福田智沙子((三重)高田)               |
| 第36回 | 2021年度 | 血潮(専)                                  | 長﨑桃子((三重)高田)                 |
| 第37回 | 2022年度 | 再起(文)                                  | 長﨑桃子((三重)高田)                 |
| 第38回 | 2023年度 | 枠(読)                                    | 吉野あこ(大分県立大分上野丘)         |
| 第38回 | 2024年度 | 思いながら、紡ぎながら(読)                | 加藤菜々実(宮城県白石)               |

## 短歌部門最優秀賞受賞者一覧
- 「高等学校」を省略、市立・私立の場合（）内に所在県を付記
- (文)文部科学大臣賞/文部科学大臣奨励賞 (読)読売新聞社賞 (専)全国文芸専門部会長賞 を同時受賞

| 回     | 年度     | 最優秀作品                                                             | 作者                           |
| ------ | -------- | ---------------------------------------------------------------------- | ------------------------------ |
| 第1回  | 1986年度 | ブランコをこぐたびゆれる夜の街あしたになればあさってになれば           | 外山成仁(愛知県立豊明)         |
| 第2回  | 1987年度 | 台風の過ぎ去りしあと向日葵は倒れしままに花もたげ咲く                   | 佐藤弘恵(岩手県立一関農業)     |
| 第3回  | 1988年度 | 晴れわたる五月の空の端までもとどくかと思う東大寺の屋根                 | 藤井八重子(岩手県立盛岡第二)   |
| 第4回  | 1989年度 | （不明）                                                               | 米田友紀(奈良県立奈良)         |
| 第5回  | 1990年度 | 君達も僕も最後の年という数学の師の深き眼差し                           | 今泉晶(青森県立弘前)           |
| 第6回  | 1991年度 | 今日一日終わり指の上に置く少し曇れるコンタクトレンズ                   | 土橋淳子(石川県立金沢女子)     |
| 第7回  | 1992年度 | シルクロードここにつづくか秋の空羊雲群れやがて散りゆく(文)             | 藤原ゆみ(岩手県立一関第一)     |
| 第8回  | 1993年度 | 今はまだ小さな視野でもがいても母を越えたいすすき穂の道                 | 中田晴美(岩手県立福岡工業)     |
| 第9回  | 1994年度 | （不明）                                                               | 首藤絵美(福岡県立嘉穂)         |
| 第10回 | 1995年度 | 煮つめれば何が残るか我が心蒸発皿のように三日月 (文)                    | 山内頌子((京都)成安女子)       |
| 第11回 | 1996年度 | クロッカスに天のひかりの満ちてきて薄むらさきのつぼみがゆるむ           | 大橋愛(岩手県立青山養護)       |
| 第12回 | 1997年度 | 夏服に袖を通して問いかける私去年とどう変わりましたか                   | 近藤福(大分県立別府鶴見丘)     |
| 第13回 | 1998年度 | 山房の窓よりあふぐ胡桃の葉すきてかげろふ真夏日の午後                   | 太田朱美(長野県下諏訪向陽)     |
| 第14回 | 1999年度 | この坂を越えたら海が見えるはず確かな風にペダル踏み込む (文)            | 戸松公子(秋田県立秋田南)       |
| 第15回 | 2000年度 | 夏の日にラムネ飲み干しビー玉をかざす向こうに夕焼けの空                 | 笹川ゆかり(富山県立魚津)       |
| 第16回 | 2001年度 | 青空に馬コ鈴の音チャグチャグと日差しをあびて汗かき進む                 | 石川ゆず子(岩手県立杜陵)       |
| 第17回 | 2002年度 | コンビニに光求めし蛾の如くぬくもり探しおにぎりを買ふ                   | 柴田文佳(大分県立佐伯豊南)     |
| 第18回 | 2003年度 | 戻りたい日のあり例えば"信じる"という語を未だ口にせぬ頃                 | 鈴木絵美(長野県上田)           |
| 第19回 | 2004年度 | ゆうらりと青空下がり若葉揺れ転ぶ私と銀の自転車                         | 埋橋佳那((長野)伊那西)         |
| 第20回 | 2005年度 | 模擬試験静けさに滴落とすよにマーク欄ひとつ音符に変える                 | 片山春奈(岡山県立岡山城東)     |
| 第21回 | 2006年度 | カーテンに合わせて呼吸するわたし四月七日の光を浴びる                   | 巻渕郁未((東京)青山学院高等部) |
| 第22回 | 2007年度 | 紫陽花の葉の上たどる蝸牛告白の後涙こぼれる                             | 河野圭美(広島県立尾道北)       |
| 第23回 | 2008年度 | わが心見つめることに疲れきて凪ぐ海原に胸ひらきおり (文)                | 平江智江充(熊本県立八代)       |
| 第24回 | 2009年度 | 陽光を桃に当てたる銀色のシートに父の汗滴りぬ                           | 中原真菜美((長野)飯田女子)     |
| 第25回 | 2010年度 | 白雪のごとき林檎の花咲けり五月の風が生まるる所                         | 田村静華(秋田県立横手)         |
| 第26回 | 2011年度 | 新しく移り住む部屋眺めてはこれが今だと気を引き締める                   | 大畑志穂(岩手県立大船渡定時制) |
| 第27回 | 2012年度 | 薄闇の坂の途中に立ち止まる頬をかすめし沈丁花の香                       | 細野志織((長野)伊那西)         |
| 第28回 | 2013年度 | 砂時計砂落ち切った静けさへ朝顔の紺ひろがってゆく                       | 青本瑞季(広島県立広島)         |
| 第29回 | 2014年度 | 何もない野原となった閖上に帰って来いと向日葵が咲く                     | 大野七海((宮城)仙台白百合学園) |
| 第30回 | 2015年度 | 歳時記を広げたままに眠ってる私を見下ろすたくさんの雲                   | 二枝紗莉惟(石川県立金沢錦丘)   |
| 第31回 | 2016年度 | 一輪を暮石に飾る連翹忌あなたの気魄私に充たせ                           | 長畑七海(岩手県立花巻北)       |
| 第32回 | 2017年度 | 神鳴りが姫神山へ消えてゆく目を閉じ吸いこむペトリコールを (文)          | 牛越凛(岩手県立盛岡第二)       |
| 第33回 | 2018年度 | できたての春のひかりをことごとく集め桜よをみなごに降れ (専)            | 谷地村昴(青森県立八戸)         |
| 第34回 | 2019年度 | 鳥避けに吊り下げられた名盤が雨に打たれて時代は移る (文)                | 村上亮羽(山形県立山形東)       |
| 第35回 | 2020年度 | オンライン授業の後のリビングで無音に浸り弁当を食む (読)                | 小俣卓紀((東京)桐朋)           |
| 第36回 | 2021年度 | コンビニの窓にもたれて空撮の夜のひかりの一粒になる(文)                 | 岩本叶大(広島県立福山誠之館)   |
| 第37回 | 2022年度 | ひと型の不安定さを取り去ったトルソーの腕の付け根にふれる(読)           | 岸本花梨((三重)高田)           |
| 第38回 | 2023年度 | おふくろの味のボルシチ食っているロシアのイワン、ウクライナのイワン(読) | 福田匠翔((愛知)名古屋)         |
| 第39回 | 2024年度 | このあとに津波の映像が流れます 茶葉沈みゆく金継ぎの椀(文)              | 服部亮汰((愛知)名古屋)         |

## 俳句部門最優秀賞受賞者一覧
- 「高等学校」を省略、市立・私立の場合（）内に所在県を付記
- (文)文部科学大臣賞/文部科学大臣奨励賞 (読)読売新聞社賞 (専)全国文芸専門部会長賞 を同時受賞

| 回     | 年度(西暦) | 最優秀作品                              | 作者                             |
| ------ | ---------- | --------------------------------------- | -------------------------------- |
| 第1回  | 1986年度   | 山峡に一村埋めて閑古鳥                  | 佐々木康(岩手県立盛岡第四)       |
| 第2回  | 1987年度   | 光太郎の原稿を見て炎天へ(文)            | 中村百合(山梨県立須玉商業)       |
| 第3回  | 1988年度   | ゆっくりとまだゆっくりと蝸牛            | 礒野恒一郎((石川)尾山台)         |
| 第4回  | 1989年度   | （不明）                                | 鳴海南津子(青森県立三本木)       |
| 第5回  | 1990年度   | 畳まれて目玉ばかりの鯉のぼり(文)        | 小野寺修(岩手県立前沢)           |
| 第6回  | 1991年度   | 自転車で山駆けおりる蝉時雨              | 比嘉久(沖縄県立読谷)             |
| 第7回  | 1992年度   | 狛犬の鼻動くごと草いきれ                | 渡瀬義則(青森県立木造・車力分校) |
| 第8回  | 1993年度   | （不明）(文)                            | 久永裕子(福井県立勝山)           |
| 第9回  | 1994年度   | 水馬巨木を揺らす水鏡                    | 廣崎彩(岩手県立久慈)             |
| 第10回 | 1995年度   | （不明）                                | 河野見永子(福井県立武生)         |
| 第11回 | 1996年度   | 流れゆく光の中から川蜻蛉 (文)           | 伊藤宏晃(岩手県立平舘)           |
| 第12回 | 1997年度   | 米粒の残る茶碗や原爆忌 (読)             | 山内淳一(青森県立青森北)         |
| 第13回 | 1998年度   | 日盛りや透明硝子切られゆく              | 若尾恭平(山梨県立韮崎)           |
| 第14回 | 1999年度   | 青年の裸が笛を吹いている (読)           | 仲松健(沖縄県立真和志)           |
| 第15回 | 2000年度   | クリスマスリースで飾る車いす (文)       | 岡田麻衣(青森県立八戸第一養護)   |
| 第16回 | 2001年度   | 喧嘩したまま父の日を迎えけり (文)       | 菊池奈津子(青森県立青森北)       |
| 第17回 | 2002年度   | 花冷のテトラポットを登りけり            | 馬越美樹(愛媛県立伯方)           |
| 第18回 | 2003年度   | ラケットで春の空気をたたきけり (文)     | 野月寛紀(青森県立三本木)         |
| 第19回 | 2004年度   | 羊水のごと揺らぎけり盆の海 (読)         | 生駒大祐((三重)高田)             |
| 第20回 | 2005年度   | 終戦忌ダリの時計はまたゆがみ            | 小林麻耶((三重)高田)             |
| 第21回 | 2006年度   | 出陣のねぶたの眉が睨み合う (文)         | 工藤志帆(青森県立青森北)         |
| 第22回 | 2007年度   | 松葉杖放したる日の鳳仙花 (文)           | 林冴美(広島県立尾道北)           |
| 第23回 | 2008年度   | 母の手の絆創膏や春時雨                  | 千葉由穂((宮城)仙台白百合学園)   |
| 第24回 | 2009年度   | 赤富士のようにそびえる立佞武多 (読)     | 石澤麻友子((青森)柴田女子)       |
| 第25回 | 2010年度   | キーパーのシュートとらえて風灼くる (文) | 高良美絵子(沖縄県立首里)         |
| 第26回 | 2011年度   | 深海魚のごとき革靴年迎ふ                | 高原淳((愛媛)愛光)               |
| 第27回 | 2012年度   | 二年目の一本松と夏の海 (文)             | 堀江文香((宮城)仙台白百合学園)   |
| 第28回 | 2013年度   | 淡雪や被災者という同い年(読)            | 荒舘香純((宮城)仙台白百合学園)   |
| 第29回 | 2014年度   | 食べらるるために食べをる牛に雪 (読)     | 山崎七海(広島県立広島)           |
| 第30回 | 2015年度   | 甥っ子の繋ぐ手湿るおぼろかな (文)       | 南愛香里(石川県立金沢桜丘)       |
| 第31回 | 2016年度   | 恐竜の模型に触るる藪蚊かな (読)         | 清水優花(愛媛県立松山中央)       |
| 第32回 | 2017年度   | 葉桜や感謝してなほ突慳貪 (読)           | 徳丸菜々子(愛媛県立今治西)       |
| 第33回 | 2018年度   | フラスコの底にもたりと残暑かな (読)     | 菅原わかば(岩手県立水沢)         |
| 第34回 | 2019年度   | 青嵐過疎を切り裂く新幹線 (読)           | 浅原佑斗(山口県立徳山)           |
| 第35回 | 2020年度   | 朝凪や島塗り潰すやうに青 (文)           | 田中千晴(愛媛県立松山東)         |
| 第36回 | 2021年度   | 実南天心機一転赤リップ(専)              | 岡田凜(大分県立大分豊府)         |
| 第37回 | 2022年度   | やわらかく動く牡丹や風甘し(専)          | 島明佳音((福岡)筑紫女学園)       |
| 第38回 | 2023年度   | 春の雲天穿つごと「押忍」強く(文)        | 根本颯太(秋田県立大館鳳鳴)       |
| 第39回 | 2024年度   | 乳房欠く母と眺むる初蛍(専)              | 千葉真桜(岩手県立一関第一)       |

## 文芸部誌部門最優秀賞及び優秀賞受賞校一覧
- 「高等学校」を省略、市立・私立の場合（）内に所在県を付記[9]
- (文)文部科学大臣賞/文部科学大臣奨励賞 (読)読売新聞社賞 (一)一ツ橋文芸教育振興会賞 (専)全国文芸専門部会長賞 を同時受賞

| 回     | 年度(西暦) | 最優秀賞                                      | 優秀賞                                                       |
| ------ | ---------- | --------------------------------------------- | ------------------------------------------------------------ |
| 第3回  | 1988年度   | 静岡県立清水東文芸部『清流40号』(文)          | 茨城県立水戸桜ノ牧文芸部『秋桜4号』                          |
| 第3回  | 1988年度   | 静岡県立清水東文芸部『清流40号』(文)          | 千葉県立千葉女子文学部『淡竹46・47号』                       |
| 第3回  | 1988年度   | 静岡県立清水東文芸部『清流40号』(文)          | (石川)星稜文芸部『ACCELERATION10号』                         |
| 第3回  | 1988年度   | 静岡県立清水東文芸部『清流40号』(文)          | 岩手県立盛岡第四文芸部『志髙文芸』                           |
| 第4回  | 1989年度   | 岩手県立盛岡第四文芸部『志髙文芸25号』(文)    | 静岡県立清水東文芸部『清流42号』（特別賞）                   |
| 第4回  | 1989年度   | 岩手県立盛岡第四文芸部『志髙文芸25号』(文)    | 福島県立福島女子文芸部『木立39号』                           |
| 第4回  | 1989年度   | 岩手県立盛岡第四文芸部『志髙文芸25号』(文)    | 群馬県立桐生文芸部・群馬県立桐生女子文芸部『石の上にも三年』 |
| 第4回  | 1989年度   | 岩手県立盛岡第四文芸部『志髙文芸25号』(文)    | 茨城県立水戸桜ノ牧文芸部『秋桜５号』                         |
| 第5回  | 1990年度   | 静岡県立清水東文芸部『清流43号』(文)          | 岩手県立盛岡第四文芸部『志髙文芸26号』(特別賞)               |
| 第5回  | 1990年度   | 静岡県立清水東文芸部『清流43号』(文)          | 茨城県立水戸桜ノ牧文芸部『秋桜6号』                          |
| 第5回  | 1990年度   | 静岡県立清水東文芸部『清流43号』(文)          | (静岡)浜松市立文芸クラブ『ながれ39号』                       |
| 第5回  | 1990年度   | 静岡県立清水東文芸部『清流43号』(文)          | 群馬県立桐生文芸部『洋燈8号』                                |
| 第6回  | 1991年度   | (静岡)浜松市立文芸クラブ『ながれ40号』(文)    | 岩手県立盛岡第四文芸部『志髙文芸27号』                       |
| 第6回  | 1991年度   | (静岡)浜松市立文芸クラブ『ながれ40号』(文)    | 埼玉県立八潮文学研究部『Voyager6号』                         |
| 第6回  | 1991年度   | (静岡)浜松市立文芸クラブ『ながれ40号』(文)    | 秋田県立秋田南文芸部『岬29号』                               |
| 第6回  | 1991年度   | (静岡)浜松市立文芸クラブ『ながれ40号』(文)    | (広島)広島市立基町文芸部『二十一世紀42号』                   |
| 第7回  | 1992年度   | 埼玉県立八潮文学研究部『Voyager7号』(文)      | 沖縄県立首里文芸部『翠2号』                                  |
| 第7回  | 1992年度   | 埼玉県立八潮文学研究部『Voyager7号』(文)      | (静岡)浜松市立文芸部『ながれ41号』                           |
| 第7回  | 1992年度   | 埼玉県立八潮文学研究部『Voyager7号』(文)      | 秋田県立秋田南文芸部『岬30号』                               |
| 第8回  | 1993年度   | (静岡)浜松市立文芸部『ながれ42号』(文)        | 埼玉県立八潮文学研究部『Voyager8号』                         |
| 第8回  | 1993年度   | (静岡)浜松市立文芸部『ながれ42号』(文)        | 群馬県立高崎女子文芸部『椎樹50号』                           |
| 第8回  | 1993年度   | (静岡)浜松市立文芸部『ながれ42号』(文)        | 秋田県立秋田南文芸部『岬31号』                               |
| 第9回  | 1994年度   | 群馬県立高崎女子文芸部『椎樹51号』(文)        | 秋田県立秋田南文芸部『岬32号』                               |
| 第9回  | 1994年度   | 群馬県立高崎女子文芸部『椎樹51号』(文)        | (静岡)浜松市立文芸部『ながれ43号』                           |
| 第9回  | 1994年度   | 群馬県立高崎女子文芸部『椎樹51号』(文)        | 福島県立磐城文学部『磐高文学51号』                           |
| 第10回 | 1995年度   | (静岡)浜松市立文芸部『ながれ44号』(文)        | 福島県立磐城女子文芸部『閼伽井51号』                         |
| 第10回 | 1995年度   | (静岡)浜松市立文芸部『ながれ44号』(文)        | 福島県立磐城文学部『磐高文学52号』                           |
| 第10回 | 1995年度   | (静岡)浜松市立文芸部『ながれ44号』(文)        | 岩手県立盛岡第一『邂逅24号』                                 |
| 第11回 | 1996年度   | (静岡)浜松市立文芸部『ながれ45号』(文)        | 福島県立磐城文学部『磐高文学53号』                           |
| 第11回 | 1996年度   | (静岡)浜松市立文芸部『ながれ45号』(文)        | 福島県立磐城女子文芸部『閼伽井52号』                         |
| 第11回 | 1996年度   | (静岡)浜松市立文芸部『ながれ45号』(文)        | 秋田県立秋田南文芸部『岬34号』                               |
| 第12回 | 1997年度   | 福島県立磐城女子文芸部『閼伽井53号』(文)      | 群馬県立高崎女子文芸部『椎樹54号』                           |
| 第12回 | 1997年度   | 福島県立磐城女子文芸部『閼伽井53号』(文)      | (静岡)浜松市立文芸部『ながれ46号』                           |
| 第13回 | 1998年度   | 青森県立弘前文芸部『ＥＲＡ（イーラ）9号』(文) | 岩手県立盛岡第四文芸部『志髙文芸32号』                       |
| 第13回 | 1998年度   | 青森県立弘前文芸部『ＥＲＡ（イーラ）9号』(文) | (静岡)浜松市立文芸部『ながれ47号』                           |
| 第13回 | 1998年度   | 青森県立弘前文芸部『ＥＲＡ（イーラ）9号』(文) | 群馬県立高崎女子文芸部『椎樹55号』                           |
| 第14回 | 1999年度   | 岩手県立盛岡第四文芸部『志髙文芸33号』(文)    | 群馬県立桐生文芸部『洋燈15号』                               |
| 第14回 | 1999年度   | 岩手県立盛岡第四文芸部『志髙文芸33号』(文)    | 群馬県立高崎女子文芸部『椎樹56号』                           |
| 第14回 | 1999年度   | 岩手県立盛岡第四文芸部『志髙文芸33号』(文)    | 山口県立山口文芸部『無蓋車51号』                             |
| 第15回 | 2000年度   | 岩手県立盛岡第四文芸部『志髙文芸34号』(文)    | 福島県立磐城文学部『磐高文学57号』                           |
| 第15回 | 2000年度   | 岩手県立盛岡第四文芸部『志髙文芸34号』(文)    | 広島県立広島観音文芸部『海溝63号』                           |
| 第16回 | 2001年度   | 岩手県立盛岡第四文芸部『志髙文芸35号』(文)    | 福島県立磐城文学部『磐高文学58号』                           |
| 第16回 | 2001年度   | 岩手県立盛岡第四文芸部『志髙文芸35号』(文)    | 秋田県立秋田南文芸部『岬39号』                               |
| 第16回 | 2001年度   | 岩手県立盛岡第四文芸部『志髙文芸35号』(文)    | 福岡県立田川文芸部『琅玕（ろうかん）49号』                   |
| 第17回 | 2002年度   | 岩手県立盛岡第四文芸部『志髙文芸36号』(文)    | 福岡県立若松文芸部『響3号』                                  |
| 第17回 | 2002年度   | 岩手県立盛岡第四文芸部『志髙文芸36号』(文)    | 福島県立磐城文学部『磐高文学59号』                           |
| 第17回 | 2002年度   | 岩手県立盛岡第四文芸部『志髙文芸36号』(文)    | (福岡)筑紫女学園文芸部『いさらゐ44号』                       |
| 第18回 | 2003年度   | 岩手県立盛岡第四文芸部『志髙文芸37号』(文)    | 福岡県立若松文芸部『響4号』(読)                              |
| 第18回 | 2003年度   | 岩手県立盛岡第四文芸部『志髙文芸37号』(文)    | 福島県立磐城文学部『磐高文学60号』                           |
| 第18回 | 2003年度   | 岩手県立盛岡第四文芸部『志髙文芸37号』(文)    | 秋田県立秋田南文芸部『岬41号』                               |
| 第19回 | 2004年度   | 岩手県立盛岡第四文芸部『志髙文芸38号』(文)    | 福岡県立若松文芸部『響5号』                                  |
| 第19回 | 2004年度   | 岩手県立盛岡第四文芸部『志髙文芸38号』(文)    | 岩手県立花巻北文芸部『花北文学47号』                         |
| 第19回 | 2004年度   | 岩手県立盛岡第四文芸部『志髙文芸38号』(文)    | (福岡)筑紫女学園文芸部『いさらゐ46号』                       |
| 第20回 | 2005年度   | (福岡)筑紫女学園文芸部『いさらゐ47号』(文)    | (神奈川)桐光学園文藝部『桐光学園文藝部誌玖号』               |
| 第20回 | 2005年度   | (福岡)筑紫女学園文芸部『いさらゐ47号』(文)    | 岩手県立盛岡第三文芸部『黎5号』                              |
| 第20回 | 2005年度   | (福岡)筑紫女学園文芸部『いさらゐ47号』(文)    | 福島県立磐城文学部『磐高文学62号』                           |
| 第21回 | 2006年度   | 岩手県立盛岡第四文芸部『志髙文芸40号』(文)    | 福島県立磐城文学部『磐高文学63号』(読)                       |
| 第21回 | 2006年度   | 岩手県立盛岡第四文芸部『志髙文芸40号』(文)    | (福岡)筑紫女学園文芸部『いさらゐ48号』(一)                   |
| 第22回 | 2007年度   | (福岡)筑紫女学園文芸部『いさらゐ49号』(文)    | 岩手県立盛岡第三文芸部『黎7号』(一)                          |
| 第22回 | 2007年度   | (福岡)筑紫女学園文芸部『いさらゐ49号』(文)    | 福島県立磐城文学部『磐高文学64号』                           |
| 第22回 | 2007年度   | (福岡)筑紫女学園文芸部『いさらゐ49号』(文)    | 岩手県立盛岡第四文芸部『志高文芸41号』                       |
| 第23回 | 2008年度   | (福岡)筑紫女学園文芸部『いさらゐ50号』(文)    | 岩手県立盛岡第四文芸部『志高文芸42号』(読)                   |
| 第23回 | 2008年度   | (福岡)筑紫女学園文芸部『いさらゐ50号』(文)    | 福島県立磐城文学部『磐高文学65号』(一)                       |
| 第23回 | 2008年度   | (福岡)筑紫女学園文芸部『いさらゐ50号』(文)    | 岩手県立盛岡第三文芸部『黎8号』                              |
| 第24回 | 2009年度   | 岩手県立盛岡第三文芸部『黎9号』(文)           | (福岡)筑紫女学園文芸部『いさらゐ51号』(読)                   |
| 第24回 | 2009年度   | 岩手県立盛岡第三文芸部『黎9号』(文)           | 岩手県立盛岡第四文芸部『志高文芸43号』(一)                   |
| 第24回 | 2009年度   | 岩手県立盛岡第三文芸部『黎9号』(文)           | 福島県立磐城文学部『磐高文学66号』                           |
| 第25回 | 2010年度   | 岩手県立盛岡第四文芸部『志髙文芸44号』(文)    | 福島県立磐城文学部『磐高文学67号』(一)                       |
| 第25回 | 2010年度   | 岩手県立盛岡第四文芸部『志髙文芸44号』(文)    | 岩手県立盛岡第三文芸部『黎10号』                             |
| 第25回 | 2010年度   | 岩手県立盛岡第四文芸部『志髙文芸44号』(文)    | (福岡)筑紫女学園文芸部『いさらゐ52号』                       |
| 第25回 | 2010年度   | 岩手県立盛岡第四文芸部『志髙文芸44号』(文)    | (宮城)仙台白百合学園文芸部『紫苑44号』                       |
| 第26回 | 2011年度   | (福岡)筑紫女学園文芸部『いさらゐ53号』(文)    | 岩手県立花巻北文芸部『花北文学54号』(読)                     |
| 第26回 | 2011年度   | (福岡)筑紫女学園文芸部『いさらゐ53号』(文)    | 岩手県立盛岡第四文芸部『志髙文芸45号』(一)                   |
| 第26回 | 2011年度   | (福岡)筑紫女学園文芸部『いさらゐ53号』(文)    | (宮城)仙台白百合学園文芸部『紫苑45号』                       |
| 第26回 | 2011年度   | (福岡)筑紫女学園文芸部『いさらゐ53号』(文)    | 岩手県立盛岡第三文芸部『黎11号』                             |
| 第26回 | 2011年度   | (福岡)筑紫女学園文芸部『いさらゐ53号』(文)    | 福島県立磐城文学部『磐高文学68号』                           |
| 第27回 | 2012年度   | (宮城)仙台白百合学園文芸部『紫苑46号』(文)    | 岩手県立盛岡第四文芸部『志髙文芸46号』(読)                   |
| 第27回 | 2012年度   | (宮城)仙台白百合学園文芸部『紫苑46号』(文)    | 福島県立磐城文学部『磐高文学69号』(一)                       |
| 第27回 | 2012年度   | (宮城)仙台白百合学園文芸部『紫苑46号』(文)    | (福岡)筑紫女学園文芸部『いさらゐ54号』                       |
| 第27回 | 2012年度   | (宮城)仙台白百合学園文芸部『紫苑46号』(文)    | 北海道札幌琴似工業文芸部『風花舞20号』                       |
| 第27回 | 2012年度   | (宮城)仙台白百合学園文芸部『紫苑46号』(文)    | 宮城県名取文芸部『いろは遊び7号』                            |
| 第28回 | 2013年度   | 岩手県立盛岡第四文芸部『志髙文芸47号』(文)    | (福岡)筑紫女学園文芸部『いさらゐ55号』(一)                   |
| 第28回 | 2013年度   | 岩手県立盛岡第四文芸部『志髙文芸47号』(文)    | 岩手県立花巻北文芸部『花北文学56号』                         |
| 第28回 | 2013年度   | 岩手県立盛岡第四文芸部『志髙文芸47号』(文)    | (宮城)仙台白百合学園文芸部『紫苑第47号』                     |
| 第29回 | 2014年度   | 岩手県立盛岡第四文芸部『志髙文芸48号』(文)    | (福岡)筑紫女学園文芸部『いさらゐ56号』(一)                   |
| 第29回 | 2014年度   | 岩手県立盛岡第四文芸部『志髙文芸48号』(文)    | 岩手県立盛岡第三文芸部『黎14号』                             |
| 第29回 | 2014年度   | 岩手県立盛岡第四文芸部『志髙文芸48号』(文)    | 岩手県立花巻北文芸部『花北文学57号』                         |
| 第30回 | 2015年度   | 岩手県立盛岡第三文芸部『黎15号』(文)          | 福島県立磐城文学部『磐高文学72号』                           |
| 第30回 | 2015年度   | 岩手県立盛岡第三文芸部『黎15号』(文)          | 岩手県立盛岡第四文芸部『志髙文芸49号』                       |
| 第30回 | 2015年度   | 岩手県立盛岡第三文芸部『黎15号』(文)          | (福岡)筑紫女学園文芸部『いさらゐ57号』(一)                   |
| 第31回 | 2016年度   | 岩手県立盛岡第四文芸部『志髙文芸50号』(文)    | 滋賀県立彦根東文芸部『窓73号』(一)                           |
| 第31回 | 2016年度   | 岩手県立盛岡第四文芸部『志髙文芸50号』(文)    | 群馬県立高崎女子文芸部『椎樹73号』                           |
| 第31回 | 2016年度   | 岩手県立盛岡第四文芸部『志髙文芸50号』(文)    | 岩手県立盛岡第三文芸部『黎16号』                             |
| 第31回 | 2016年度   | 岩手県立盛岡第四文芸部『志髙文芸50号』(文)    | (福岡)筑紫女学園文芸部『いさらゐ58号』                       |
| 第32回 | 2017年度   | 岩手県立盛岡第三文芸部『黎17号』(文)          | 滋賀県立彦根東文芸部『窓74号』                               |
| 第32回 | 2017年度   | 岩手県立盛岡第三文芸部『黎17号』(文)          | 岩手県立盛岡第四文芸部『志髙文芸51号』(一)                   |
| 第32回 | 2017年度   | 岩手県立盛岡第三文芸部『黎17号』(文)          | 福島県立磐城文学部『磐高文学74号』                           |
| 第32回 | 2017年度   | 岩手県立盛岡第三文芸部『黎17号』(文)          | (福岡)筑紫女学園文芸部『いさらゐ59号』                       |
| 第33回 | 2018年度   | 岩手県立盛岡第四文芸部『志髙文芸52号』(文)    | (福岡)筑紫女学園文芸部『いさらゐ60号』(一)                   |
| 第33回 | 2018年度   | 岩手県立盛岡第四文芸部『志髙文芸52号』(文)    | 岩手県立盛岡第三文芸部『黎18号』                             |
| 第33回 | 2018年度   | 岩手県立盛岡第四文芸部『志髙文芸52号』(文)    | 福島県立磐城文学部『磐高文学75号』                           |
| 第34回 | 2019年度   | 岩手県立盛岡第四文芸部『志髙文芸53号』(文)    | 福島県立磐城文学部『磐高文学76号』(一)                       |
| 第34回 | 2019年度   | 岩手県立盛岡第四文芸部『志髙文芸53号』(文)    | (福岡)筑紫女学園文芸部『いさらゐ61号』(専)                   |
| 第35回 | 2020年度   | 岩手県立盛岡第三文芸部『黎20号』(文)          | (福岡)筑紫女学園文芸部『いさらゐ62号』(一)                   |
| 第35回 | 2020年度   | 岩手県立盛岡第三文芸部『黎20号』(文)          | 福島県立磐城文学部『磐高文学78号』                           |
| 第35回 | 2020年度   | 岩手県立盛岡第三文芸部『黎20号』(文)          | 岩手県立盛岡第四文芸部『志髙文芸54号』                       |
| 第36回 | 2021年度   | (福岡)筑紫女学園文芸部『いさらゐ63号』(文)    | 岩手県立盛岡第四文芸部『志髙文芸55号』(一)                   |
| 第36回 | 2021年度   | (福岡)筑紫女学園文芸部『いさらゐ63号』(文)    | 山形県立山形南『エオリス74号』                               |
| 第36回 | 2021年度   | (福岡)筑紫女学園文芸部『いさらゐ63号』(文)    | 福島県立磐城文学部『磐高文学79号』                           |
| 第36回 | 2021年度   | (福岡)筑紫女学園文芸部『いさらゐ63号』(文)    | 岩手県立盛岡第三文芸部『黎21号』                             |
| 第37回 | 2022年度   | (福岡)筑紫女学園文芸部『いさらゐ64号』(文)    | 岩手県立盛岡第四文芸部『志髙文芸56号』(一)                   |
| 第37回 | 2022年度   | (福岡)筑紫女学園文芸部『いさらゐ64号』(文)    | 秋田県立秋田南文芸部『岬60号』                               |
| 第37回 | 2022年度   | (福岡)筑紫女学園文芸部『いさらゐ64号』(文)    | 滋賀県立彦根東文芸部『窓79号』                               |
| 第37回 | 2022年度   | (福岡)筑紫女学園文芸部『いさらゐ64号』(文)    | 岩手県立盛岡第三文芸部『黎22号』                             |
| 第37回 | 2022年度   | (福岡)筑紫女学園文芸部『いさらゐ64号』(文)    | 岩手県立花巻北文芸部『花北文学65号』                         |
| 第37回 | 2022年度   | (福岡)筑紫女学園文芸部『いさらゐ64号』(文)    | 福島県立磐城文学部『磐高文学80号』                           |
| 第38回 | 2023年度   | 岩手県立盛岡第三文芸部『黎23号』(文)          | (福岡)筑紫女学園文芸部『いさらゐ65号』(一)                   |
| 第38回 | 2023年度   | 岩手県立盛岡第三文芸部『黎23号』(文)          | 滋賀県立彦根東文芸部『窓80号』                               |
| 第38回 | 2023年度   | 岩手県立盛岡第三文芸部『黎23号』(文)          | 岩手県立盛岡第四文芸部『志髙文芸57号』                       |
| 第38回 | 2023年度   | 岩手県立盛岡第三文芸部『黎23号』(文)          | 福島県立磐城文学部『磐高文学81号』                           |
| 第38回 | 2023年度   | 岩手県立盛岡第三文芸部『黎23号』(文)          | 群馬県立高崎女子文芸部『椎樹80号』                           |
| 第39回 | 2024年度   | (福岡)筑紫女学園文芸部『いさらゐ66号』(文)    | 福島県立磐城文学部『磐高文学82号』(一)                       |
| 第39回 | 2024年度   | (福岡)筑紫女学園文芸部『いさらゐ66号』(文)    | 岩手県立盛岡第四文芸部『志髙文芸58号』                       |
| 第39回 | 2024年度   | (福岡)筑紫女学園文芸部『いさらゐ66号』(文)    | 岩手県立盛岡第三文芸部『黎24号』                             |
| 第39回 | 2024年度   | (福岡)筑紫女学園文芸部『いさらゐ66号』(文)    | 山形県立山形南文芸部『エオリス77号』                         |
| 第39回 | 2024年度   | (福岡)筑紫女学園文芸部『いさらゐ66号』(文)    | 福島県立磐城桜が丘文芸部『閼伽井79号』                       |